# Brachymeria megensis
Brachymeria megensis är en stekelart som beskrevs av Masi 1943. Brachymeria megensis ingår i släktet Brachymeria och familjen bredlårsteklar.
Artens utbredningsområde är Somalia. Inga underarter finns listade.